# Mad Max
Mad Max este un film de acțiune postapocaliptic australian din 1979 regizat de George Miller (debut regizoral) și revizuit de către Miller și Byron Kennedy după un scenariu original de James McCausland. În film apare Mel Gibson, care era necunoscut în acel moment și care interpretează rolul unui polițist din viitor într-o lume aproape distrusă de un război nuclear. Povestea aparține genului western și prezintă decăderea societății în viitor.

## Povestea

Afişul filmului din 1979

Într-un viitor distopic, în Australia, legea și ordinea nu mai au autoritate. Membrul unei găști de motocicliști, Crawford "Nightrider" Montizano, a scăpat din custodia poliției.

## Distribuție
- Mel Gibson este Max Rockatansky
- Joanne Samuel este Jessie Rockatansky
- Hugh Keays-Byrne este Toecutter
- Steve Bisley este Jim "Goose"
- Tim Burns este Johnny the Boy
- Geoff Parry este Bubba Zanetti
- Roger Ward este "Fifi" Macaffee
- David Bracks este Mudguts
- Bertrand Cadart este Clunk
- Stephen Clark este Sarse
- Brendan Heath este Sprog Rockatansky
- Mathew Constantine este Toddler
- Jerry Day este Ziggy
- Howard Eynon este Diabando
- Max Fairchild este Benno
- John Farndale este Grinner
- Sheila Florance este May Swaisey
- Nic Gazzana este Starbuck
- Paul Johnstone este Cundalini
- Vincent Gil este The Nightrider
- Steve Millichamp este "Roop"
- John Ley este "Charlie"
- George Novak este "Scuttle"
- Reg Evans este the station master

## Producția

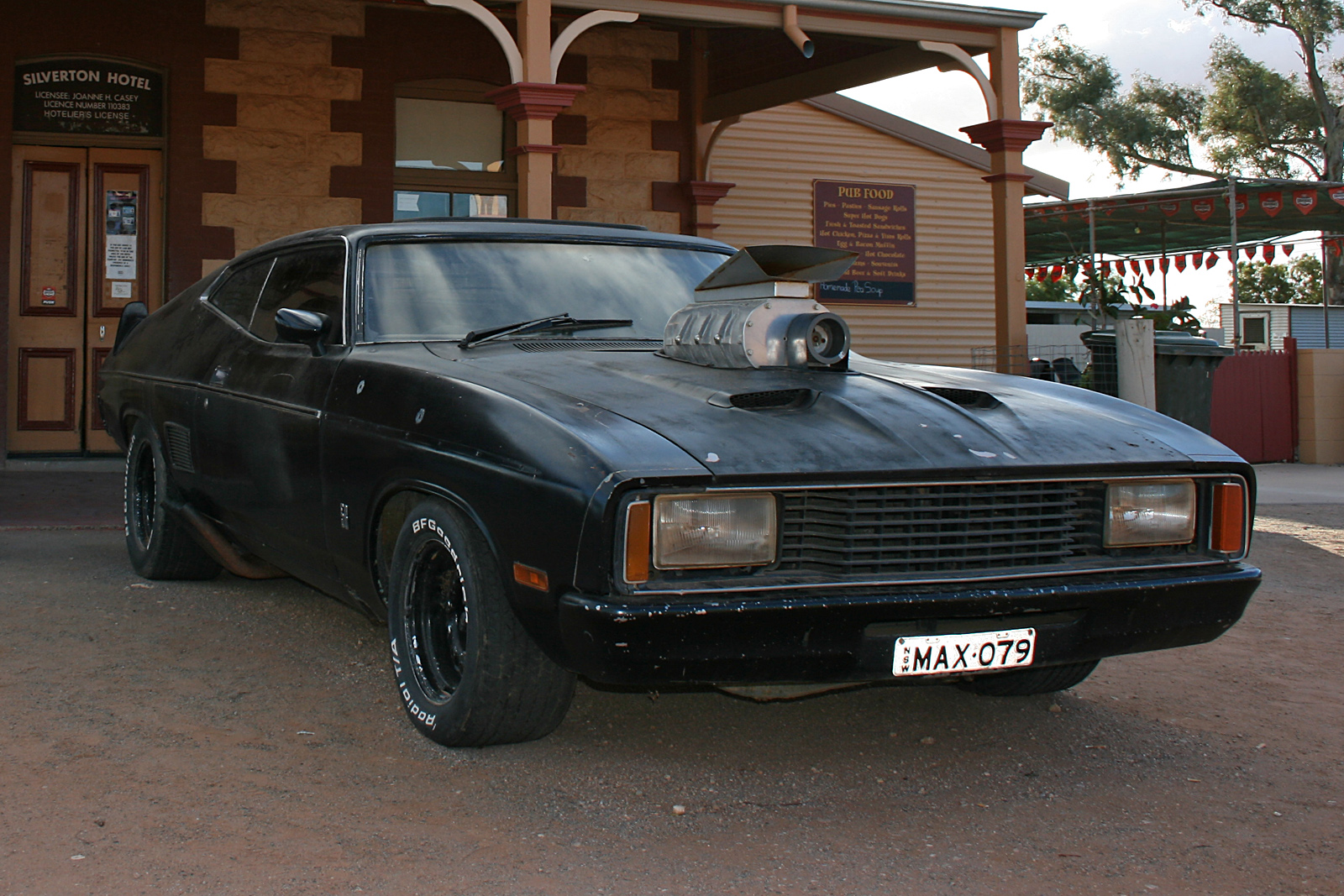
Ford Falcon XB Sedan folosit de Mel Gibson în film

## Primire
Filmul a primit "Licorne d'or (Unicornul de Aur)" la Festival international du film fantastique et de science-fiction de Paris.